# Catania Europa
Catania Europa (wł. Stazione di Catania Europa) – przystanek kolejowy w Katanii, w prowincji Katania, w regionie Sycylia, we Włoszech. Stacja znajduje się na linii Mesyna – Syrakuzy. Znajduje się obok lokomotywowni w Katanii, przy wylocie tunelu Ognina poniżej viale Africa.

## Historia
Przystanek został zbudowany w latach 2010–2016 w związku z budową drugiego toru kolejowego w Katanii. Został otwarty 18 czerwca 2017 r.

## Opis
Przystanek znajduje się pomiędzy południowym wylotem tunelu Ognina i północnym wjazdem na teren stacji Catania Centrale. Składa się z dwóch peronów o długości 125 m, w pełni zadaszonych wiatą z dostępem od strony Piazza Europa.

## Linie kolejowe
- Mesyna – Syrakuzy